# Мариуполит
Мариуполит (рус. Мариуполит, англ. Mariupolite, нем. Mariupolit m) — порода, представленная комплексом разновидностей нефелиновых, распространенная в Приазовье. Минеральный состав с Октябрьского щелочного массива: альбит, нефелин, эгирин, лепидомелан, циркон, содалит. Отношение K  2  O: Na  2  O = 1: 24. Окраска породы пятнистая («ситцевая»).
По данным К.Шпильового мариуполит содержит Nb  2  O  5  — 0,104; И  2  В  5  — 0,006; ZrO  2  — 0,45 (в долях единицы).
Польский геолог и минеролог Ю. А. Морозевич, который работал в регионе Юга Украины, выделил 8 разновидностей мариуполитов:
- 1 лейкократовый тип — ленточный и полосатый М.
- 2 Гнейсовидний М. с цирконом.
- 3 Мелкозернистый — с содалитом и канкринитом.
- 4 Порфиритовый — с лепидомеланом.
- 5 Порфиритовый — с бекелитом.
- 6 Крупнозернистый — нормальный М.
- 7 Меланократовый — с микропертитом.
- 8 Компактный — плотный фонолитовый.